# ウィリアム・A・ホーニング
ウィリアム・アレン・ホーニング（William Allen Horning, 1904年11月9日 - 1959年3月2日）は、アメリカ合衆国の美術監督である。アカデミー賞美術賞を2度受賞している。

## キャリア
1931年にメトロ・ゴールドウィン・メイヤー（MGM）にドラフトマンとして入社し、1936年に同社のスーパーバイジング・アートディレクターであるセドリック・ギボンズのアシスタントとなった 。
1937年に『征服』によりギボンズと共に始めてアカデミー賞美術賞にノミネートされた。その2年後には『オズの魔法使』（1939年）、さらに12年後には『クォ・ヴァディス』（1951年）でノミネートされた。
1956年にギボンズが引退するとホーニングはMGMのスーパーバイジング・アートディレクターとなった。彼がギボンズ抜きで始めてアカデミー賞候補となったのは1957年の『魅惑の巴里』と『愛情の花咲く樹』のときであった。
ホーニングは亡くなる1週間前に『恋の手ほどき』で第31回アカデミー賞美術賞の候補となり、4月に開催された授賞式で死後受賞を果たした。
亡くなった翌年、ホーニングはアルフレッド・ヒッチコックの『北北西に進路を取れ』とウィリアム・ワイラーの『ベン・ハー』の2作品で第32回アカデミー賞美術賞の死後候補者となった。『ベン・ハー』はホーニングに2度目となるアカデミー賞美術賞をもたらした他、作品賞も獲得した。『ベン・ハー』のプロデューサーであるサム・ジンバリストも撮影中に亡くなっていたために同映画は2人の死後受賞者を出した作品となった。また2019年時点でホーニングは死後に2度アカデミー賞を受賞した唯一の人物である。

## 受賞とノミネート
| 賞           | 年   | 部門                          | 作品名             | 結果       |
| ------------ | ---- | ----------------------------- | ------------------ | ---------- |
| アカデミー賞 | 1937 | 室内装飾賞                    | 征服               | ノミネート |
| アカデミー賞 | 1939 | 室内装飾賞                    | オズの魔法使       | ノミネート |
| アカデミー賞 | 1951 | 美術監督・装置装飾賞 (カラー) | クォ・ヴァディス   | ノミネート |
| アカデミー賞 | 1957 | 美術監督・装置装飾賞          | 魅惑の巴里         | ノミネート |
| アカデミー賞 | 1957 | 美術監督・装置装飾賞          | 愛情の花咲く樹     | ノミネート |
| アカデミー賞 | 1958 | 美術監督・装置装飾賞          | 恋の手ほどき       | 受賞       |
| アカデミー賞 | 1959 | 美術監督・装置装飾賞 (カラー) | ベン・ハー         | 受賞       |
| アカデミー賞 | 1959 | 美術監督・装置装飾賞 (カラー) | 北北西に進路を取れ | ノミネート |